# Childerico (nome)
Childerico  è un nome proprio di persona italiano maschile.

## Varianti
- Maschili: Ilderico
- Femminili: Childerica[1], Ilderica

### Varianti in altre lingue
- Catalano: Khilderic
- Francese: Childéric
- Galiziano: Khilderico
- Germanico: Hildiric[2], Ildirich[2], Childirich[2], Hilderix[1], Hildric[2]
- Inglese: Childeric
- Latino: Childericus, Hilderichus[1]
- Polacco: Childeryk
- Portoghese: Childerico
- Spagnolo: Childerico
- Tedesco: Childerich

## Origine e diffusione
Continua il nome germanico Hilderic, composto da hild (o hiltja, "battaglia") e rîch ("capo", "potente signore"); il significato complessivo viene talvolta interpretato come "gran combattente". 
Venne portato da tre re dei Franchi, fra cui il primo e l'ultimo della dinastia merovingia; ad oggi gode di scarsissima diffusione.

## Onomastico
Si tratta di un nome adespota, cioè privo di santo patrono; l'onomastico si può festeggiare il 1º novembre, in occasione di Ognissanti.

## Persone

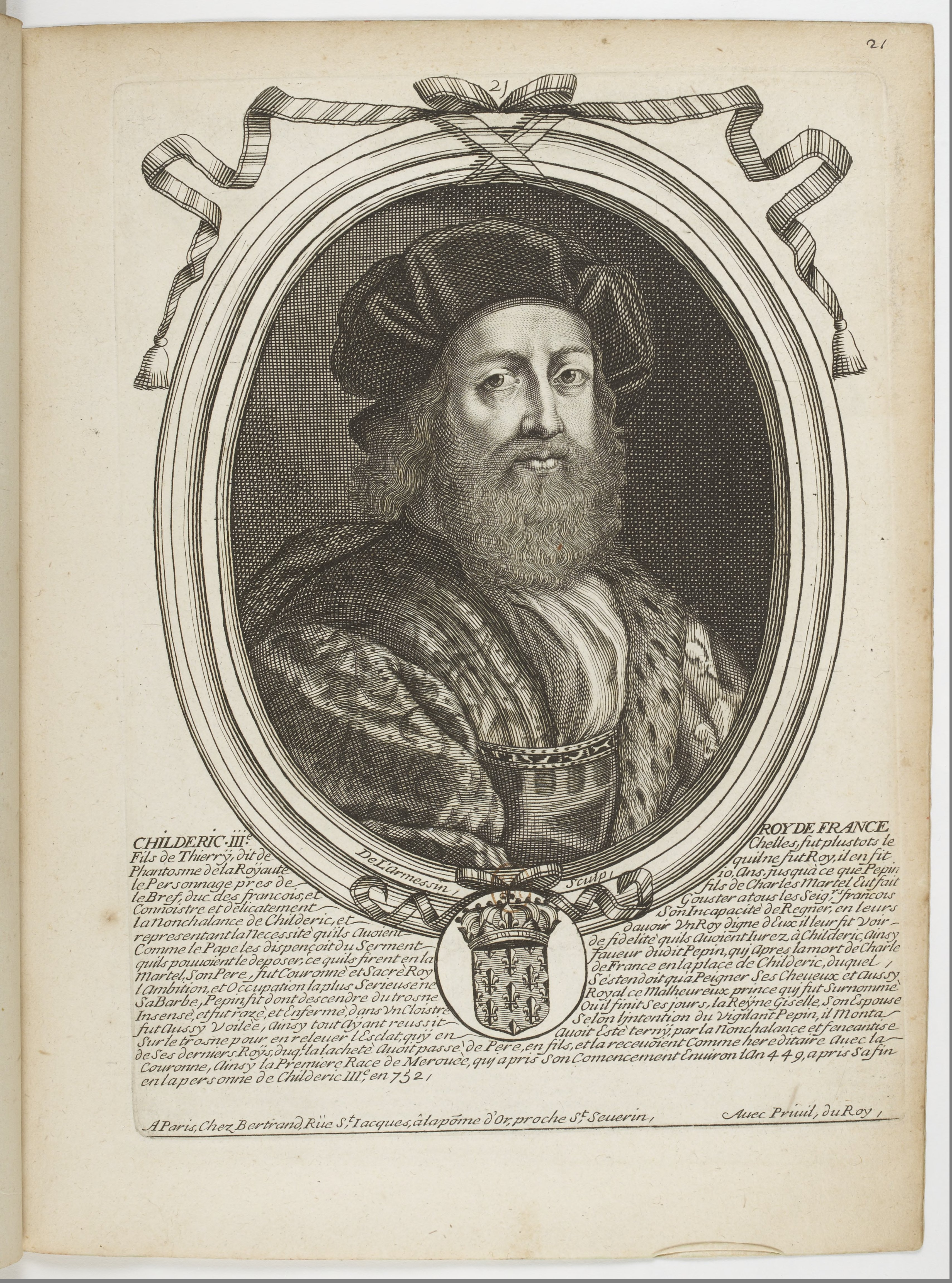
Childerico III

- Childerico I, re dei Franchi
- Childerico II, re dei Franchi
- Childerico III, re dei Franchi
- Childerico I, re dei Burgundi

### Variante Ilderico
- Ilderico, re dei Vandali e degli Alani
- Ilderico di Spoleto, duca di Spoleto